# Dar Zuzovsky
Dar Zuzovsky (Hebreeuws: דר זוזובסקי; Tel Aviv, 24 februari 1991) is een Israëlisch model en actrice.

## Biografie
Dar Zuzovsky werd in 1991 geboren in Tel Aviv als dochter van Sharon en Einat Zuzovsky. Ze groeide op in Ramat Hasjaron, een kleine stad aan de rand van Tel Aviv. Zuzovsky begon op vijftienjarige leeftijd met modellenwerk en kreeg contracten bij Women Worldwide en Elite Model, twee bekende modellenbureaus. Ze was te zien in reclamecampagnes van onder andere Sephora, Samsung en Urban Outfitters en verscheen ook op de cover van Cosmopolitan. Zuzovsky studeerde acteren aan de kunsthogeschool van Alon waar ze in 2009 afstudeerde. Daarna werd ze opgeroepen voor het Israëlisch defensieleger en diende drie jaar.

### Acteercarrière
In 2012 had ze haar eerste hoofdrol in de Israëlische televisieserie The Greenhouse, die later ook aan Nickelodion UK werd verkocht. In 2013 werd ze gecast in de populaire Israëlische televisieserie Scarred. In 2015 speelde ze in haar eerste film Ibiza en in 2024 kreeg ze de hoofdrol in de Nederlands-Belgische film Een schitterend gebrek.

## Filmografie

### Film
- 2024: Een schitterend gebrek - als Lucia
- 2023: Checkout - als Eden
- 2023: The Future
- 2021: The Survivor - als Leah Krichinsky
- 2018: Papa - als Sheila
- 2015: Ibiza - als Rona

### Televisie
- 2023: The Malevolent Bride (8 afleveringen)
- 2023: Corduroy - als Daniel (5 afleveringen)
- 2019: Punch - als Sheli (2 afleveringen)
- 2018-2019: PMTA - als Ya'ara Sade (10 afleveringen)
- 201: The Hood - als Dikla (4 afleveringen)
- 2017: Lehiyot Ita - als Eden / Daniella (8 afleveringen)
- 2013-2016: Scarred - als Nohar Shif (13 afleveringen)
- 2013: Bnei Aruba - als Noa Danon (10 afleveringen)
- 2012-2014: New York - als Hezi (3 afleveringen)
- 2012-2016: The Greenhouse - als Natalie Klein (74 afleveringen)